# Бањоли (Гросето)
Бањоли (итал. Bagnoli) је насеље у Италији у округу Гросето, региону Тоскана.
Према процени из 2011. у насељу је живело 490 становника. Насеље се налази на надморској висини од 696 м.